# Masashi Motoyama
Masashi Motoyama (本山 雅志, Motoyama Masashi, Kitakyushu, 20 juni 1979) is een Japans voetballer die als middenvelder speelt.

## Clubcarrière
Motoyama begon zijn carrière in 1998 bij de Japanse club Kashima Antlers, een club die hij sindsdien nooit meer heeft verlaten. Na 18 seizoen met  Kashima Antlers, maakte hij op 26 november 2015 zijn vertrek bij de club en tevens het einde van zijn carrière bekend.

## Japans voetbalelftal
Motoyama debuteerde in 2000 in het Japans nationaal elftal en speelde 28 interlands. Hij nam onder meer deel aan de Olympische Zomerspelen van 2000.

## Statistieken
| Japans voetbalelftal | Japans voetbalelftal | Japans voetbalelftal |
| Jaar                 | Wed.                 | Dlp.                 |
| -------------------- | -------------------- | -------------------- |
| 2000                 | 3                    | 0                    |
| 2001                 | 0                    | 0                    |
| 2002                 | 0                    | 0                    |
| 2003                 | 3                    | 0                    |
| 2004                 | 12                   | 0                    |
| 2005                 | 8                    | 0                    |
| 2006                 | 2                    | 0                    |
| Totaal               | 28                   | 0                    |